# ピート・レスペランス
ピート・レスペランス（Pete Lesperance、1968年10月3日 - ）はカナダのロックバンド、ハーレム・スキャーレムのギタリスト。シンガー、ソングライター、プロデューサーでもある。オンタリオ州トロント出身。 ハーレム・スキャーレム以前はマイナトーというメタルバンドで活動していた。 1987年にハリー・ヘスとともにハーレム・スキャーレムを結成。
2004年にソロアルバム『ダウン・イン・イット』をリリース。 2006年、マイク・ターナーとともにフェアグラウンドを結成し、ソロアルバムとほぼ同じ収録内容で同じタイトルの『ダウン・イン・イット』をリリース。 2012年にソロ2作目となる『フェイド・イントゥ・スターズ』をリリース。
トロントに自身のスタジオを持ち、様々なアーティストをプロデュースしている。
ギタリストとしてはエディ・ヴァン・ヘイレン、スティーヴ・ヴァイ、ブライアン・メイ、ロニ・ル・テクロ、ヌーノ・ベッテンコートなどからの影響を公言している。

## ディスコグラフィ

### ハーレム・スキャーレム
ハーレムスキャーレムのディスコグラフィ

### ソロ
- Down In It （2004）
- Fade Into Stars （2012）

### フェアグラウンド
- Down In It （2006）

### ゲスト出演・コラボ
- Doctor Rock & The Wild Bunch - Eye of the Hurricane (1991) - ギター
- Doctor Rock & The Wild Bunch - Stark Raving Mad (1994) - ギター
- Honeymoon Suite - 13 Live (1994) - エンジニア、ミキサー
- Mystery - Backwards (1995) - プロデュース
- Lame - Ol' Doctor Bomb (1996) - プロデュース
- Fall From Grace - Within The Savage Garden (1997) - ギターテクニシャン
- Steve Holliday - Stark Raving Mad (1997) - ギター
- Xntrik - Focus (1997) - ギターテクニシャン
- Fiore - Body Electric (1998) - プロデューサー
- Fiore - Today Till' Tomorrow (1998) - プロデュース
- Rafa Martin - Corazon De Hierro (2000) - ギター
- Stupid Angel - Stupid Angel (2000) - プロデュース
- John Boswell - Stranger In The Mirror (2002) - ギター
- Ken Tamplin - Wake The Nations (2003) - ギター
- Maureen Leeson - aka MOE (2003) - ギター
- Billy Klippert - Billy Klippert (2004) - 作曲、ギター
- Brian Tulk - The Pop Machine (2004) - ギター
- Suzi Rawn - Naked (2006) - プロデュース
- Brian Tulk - Paperweight (2007) - ギター
- Aaron Walpole - Aaron Walpole (2008) - ギター、プロデュース（一部）
- Bury The Bully - Life Death And Wonder (2009) - プロデュース
- John Grolman - Existence (2009) - ギター、バッキング・ボーカル
- LORD - Set in Stone (2009) - ゲスト ギター ソロ: トラック 11: "New Horizons"
- Liberty N' Justice - Light It Up (2010) - ギター、バッキング ボーカル: トラック 11: "Beautiful Decision"

## 使用楽器
- アイバニーズ 540R PROなど
- キャパリソン　PLM-1など
- ギブソン　レスポール
- タカミネ
- ツイステッド・ウッド・ギターズ